# Stethaprioninae
A Stethaprioninae a sugarasúszójú halak (Actinopterygii) osztályába, a pontylazacalakúak (Characiformes) rendjébe a pontylazacfélék (Characidae) családjába tartozó alcsalád.

## Rendszerezés
Az alcsaládba az alábbi 4 nem és 12 faj tartozik:
- Brachychalcinus (Boulenger, 1892) – 5 faj
  - Brachychalcinus copei
  - Brachychalcinus nummus
  - Brachychalcinus orbicularis
  - Brachychalcinus parnaibae
  - Brachychalcinus retrospina

- Orthospinus (Reis, 1989) 1 faj
  - Orthospinus franciscensis

- Poptella (Eigenmann, 1908) – 4 faj
  - Poptella brevispina
  - Poptella compressa
  - Poptella longipinnis
  - Poptella paraguayensis

- Stethaprion (Cope, 1870) – 2 faj
  - Stethaprion crenatum
  - Stethaprion erythrops